# Michael Myers

Tyler Mane ca Michael Myers în Halloween (2007) regia Rob Zombie

Michael Myers este un personaj fictiv din seria de filme de groază Halloween. Acesta este un criminal în serie, având ca armă specifică un cuțit de bucătărie. Personajul a fost creat de John Carpenter și Debra Hill.
A apărut și în romanizarea filmului, fiind portretizat peste tot drept un criminal în serie crud.

## Date biografice
- Născut:

```
            -1957(original)
            -1980(remake)
```

- Familie:

```
              -Donald Myers(tată-original)
              -Edith Myers(mamă-original)
              -Deborah Myers(mamă-remake)
              -Judith Myers(soră mai mare-original/remake)
              -Cynthia Myers/Laurie Strode(soră mai mică-original)
              -Angel Myers/Laurie Strode(soră mai mică-remake)
              -Domnul Myers(tată-remake)
              -Jamie Loyd(nepoată)
              -John Tate(nepot)
```